# Dysderina potena
Dysderina potena är en spindelart som beskrevs av Arthur M. Chickering 1968. Dysderina potena ingår i släktet Dysderina och familjen dansspindlar.
Artens utbredningsområde är Panama. Inga underarter finns listade i Catalogue of Life.